# Alan Leo

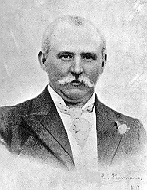
Alan Leo

Alan Leo (Pseudonym, eigentlich William Frederick Allan; * 7. August 1860 in Westminster, England; † 30. August 1917 in Bude, Cornwall, England) war ein englischer Autor, Theosoph und Astrologe. Er gilt als „Vater der modernen Astrologie“.

## Leben

### Kindheit, Berufe und Ehe
Alan Leo wurde am 7. August 1860 in Westminster, im Zentrum Londons in ärmliche Verhältnisse hineingeboren. Nach dem Besuch der Grundschule arbeitete er ab 1876 mit wenig Erfolg als Textilhändler, in einer Drogerie, bei einem Kolonialwarenhändler und als Verkäufer für Nähmaschinen und Süßigkeiten. Neben weiteren, meist ebenso erfolglosen Gelegenheitsarbeiten war er öfter arbeitslos.
Am 23. September 1895 heiratete er Ada Elizabeth Murray Phillips, später als Bessie Leo (1858–1931) bekannt. Kennengelernt hatten sie sich, als Bessie bei Leo ein Horoskop bestellte und davon so begeistert war, dass sie daraufhin den persönlichen Kontakt zu ihm suchte. Ob sie Kinder hatten, ist unklar.

### Der Astrologe
1885 lernte er die Astrologie kennen, später änderte er seinen Namen entsprechend dem Sternzeichen Löwe auf Alan Leo. Kurz darauf trat er der Gesellschaft The Celestial Brotherhood (Die himmlische Brüderschaft) bei, kam hier in tieferen Kontakt mit der Astrologie aber auch Okkultismus, Mediumismus, Numerologie und Geometrie. Zusammen mit Frederick Lacey gründete er am 21. November 1889 die Zeitschrift Astrologer's Magazine. Darin war ein verlockendes Angebot enthalten: Bei einem Abonnement des Blattes bekam man ein kostenloses Horoskop für sich dazu. Innerhalb eines Jahres konnte er so 1500 Abos absetzen, für die damalige Zeit ein enormer Erfolg, im Jahre 1895 waren es bereits 4000.
Ab 1893 bot er zusätzlich zum kostenlosen Standardhoroskop gegen Bezahlung eine umfangreichere und detailliertere Berechnung an, es wurde ein Verkaufsschlager. Die Zeitschrift Astrologer's Magazine führte er ab 1894 alleine und änderte ihren Namen im Juli 1895 auf Modern Astrology wobei er den Inhalt nun mehr an theosophischem Gedankengut orientierte. Gestärkt durch seinen wirtschaftlichen Erfolg gründete er am 14. Januar 1896 in London die Astrological Society und gab 1898 seine ohnehin wenig erfolgreichen Tätigkeit als Verkäufer auf um sich ganz dem kommerziellen Horoskopverkauf zu widmen.
Er rief nun eine „Horoskopfirma“ ins Leben und dabei hatte sein Sekretär Harold Scrutton eine weitreichende Idee. Scrutton bemerkte, dass die Deutungen oftmals weitgehend die gleichen Texte enthielten und es die Arbeit erleichtern würde, wenn für eine bestimmte Sternkonstellation ein Standardtext Verwendung finden könnte. Damit würde sich die bis dahin immer erforderliche zeitaufwendige Neuformulierung der Deutungen erübrigen. Leo übernahm sofort Scruttons Vorschlag und zog eine regelrechte „Horoskopproduktion“ auf. Für jeden Aspekt gestaltete er einen normierten Text auf einer eigenen Seite und heftete diese losen Blätter entsprechend dem jeweiligen Horoskop einfach zusammen. Damit kann er als Vorläufer der heutigen Computerhoroskope, welche nach dem gleichen System arbeiten, gesehen werden. 1903 beschäftigte er bereits neun Mitarbeiter.
Zu jener Zeit wurde Astrologie manchmal noch mit Hexerei gleichgesetzt und entsprechend misstrauisch betrachtet. 1917 kam es zu einem Prozess gegen Leo. Die Anschuldigung gegen ihn lautete, in seinen Horoskopen nicht nur Tendenzen beschrieben, sondern eine Behauptung aufgestellt zu haben. Nach langem Hin und Her wurde er schuldig gesprochen und zu einer Geldstrafe verurteilt. Kurz nach Prozessende starb er an einer Hirnblutung. Zahlreiche Anhänger Leos machten später die unpopuläre Gerichtsentscheidung für seinen frühen Tod im 57. Lebensjahr verantwortlich.
Seine breitenwirksame Popularisierung der Astrologie trug maßgeblich zu deren Wiederbelebung in Großbritannien bei. Er schrieb mehr als 30 Bücher über Astrologie, die zum Teil bis heute als Standardwerke dieses Faches gelten.

### Der Theosoph
Über die Bekanntschaft mit Sepharial war er mit der Theosophie in Berührung gekommen und trat 1890 der Theosophischen Gesellschaft (TG) bei. Nach der Spaltung der TG 1895 folgte er der Adyar-Richtung und war Mitglied der Theosophischen Gesellschaft Adyar (Adyar-TG). Der Einfluss der Theosophie war in seinen astrologischen Werken zu spüren und gab ihnen eine spirituelle Note.
Zusammen mit seiner Frau Bessie reiste er 1909 nach Indien um die Jyotisha-Lehre (indische Astrologie) zu erforschen. Dabei trafen sie auch mit Annie Besant der damaligen Präsidentin der Adyar-TG zusammen. Bei einer weiteren Reise 1911 traten sie in Indien als eine der ersten dem neu gegründeten Order of the Star in the East bei. Die Rückreise nach England absolvierten sie zusammen mit Besant und Jiddu Krishnamurti.
1915 gründete Leo innerhalb der Adyar-TG die Astrological Lodge of the Theosophical Society (Astrologische Loge der Theosophischen Gesellschaft) mit seiner Frau Bessie als Präsidentin. Diese besteht bis heute unter dem Namen Astrological Lodge of London, allerdings unabhängig von der Adyar-TG.

## Werke (Auswahl)
- Alan Leo's Astrologische Lehrbücher, 5 Bände. Rohm, Bietigheim 1971–1976.
- Esoterische Astrologie, vom Wesen des Menschen. Ullstein, Berlin 1997, ISBN 3-548-35752-0.
- Symbolism and Astrology. Kessinger, Whitefish 2005, ISBN 0-7661-4292-2.
- The complete dictionary of astrology. Destiny Books, Rochester 1989, ISBN 0-89281-182-X.
- The key to your own nativity. Destiny Books, Rochester 1989, ISBN 0-89281-179-X.